# Вереталь
Вереталь (нем. Wehretal) — община в Германии, в земле Гессен. Подчиняется административному округу Кассель. Входит в состав района Верра-Майснер.  Население составляет 5255 человек (на 31 декабря 2010 года). Занимает площадь 39,20 км².
Община подразделяется на 5 сельских округов.